# لويس ديفيس
لويس ديفيس (بالإنجليزية: Louis Davis)‏ هو مهندس معماري أمريكي، (و. 1884  م).